# Powrót do Stumilowego Lasu
Powrót do Stumilowego Lasu (ang. Return to the Hundred Acre Wood) – pierwsza oficjalna kontynuacja Kubusia Puchatka i Chatki Puchatka, napisanych w latach 20. XX wieku przez A.A. Milne, stworzona przez Davida Benedictusa, twórcę adaptacji audio (z Judi Dench) poprzednich książek. Autorem ilustracji jest Mark Burgess, znany jako ilustrator wcześniejszych wydań Kubusia Puchatka  oraz wielu innych książek dla dzieci.
W połowie lat 90. XX wieku David Benedictus zgłosił się do powiernictwa, które utworzyli spadkobiercy Alana Alexandra Milne’a i Ernesta Sheparda (autora ilustracji) z kilkoma opowiadaniami własnego autorstwa, których akcja rozgrywa się w Stumilowym Lesie. Wówczas odpowiedziano mu, że nie można ich opublikować, ponieważ prawa do kontynuacji posiada Walt Disney. Jednak dziesięć lat później, przedstawiciel powiernictwa skontaktował się z Davidem Benedictusem i poinformował go, że prawa do kontynuacji wróciły do nich oraz zaproponował stworzenie zupełnie nowej książki o Kubusiu. W rezultacie powstał Powrót do Stumilowego Lasu.

## Rozdziały
1. W którym powraca Krzyś
2. W którym Sowa rozwiązuje krzyżówkę i zostaje zorganizowany Konkurs Ortograficzny
3. W którym Królik organizuje prawie wszystko
4. W którym deszcz przestaje padać na zawsze i coś zwinnego wychodzi z rzeki
5. W którym Puchatek wyrusza na poszukiwanie miodu
6. W którym Sowa zostaje, a potem przestaje być pisarzem
7. W którym Lotta zakłada Akademię i wszyscy się czegoś uczą
8. W którym poznajemy podstawy gry w krykieta
9. W którym Tygrys śni o Afryce
10. W którym zostaje zorganizowane Święto Plonów, a Krzyś szykuje wszystkim niespodziankę